# Härslövs församling
Härslövs församling var en församling i Lunds stift och i Landskrona kommun. Församlingen uppgick 2006 i Landskrona församling.

## Administrativ historik
Församlingen har medeltida ursprung. Församlingen införlivade 1995 Säby, Vadensjö och Örja församlingar.
Församlingen var tidigt moderförsamling i pastoratet Härslöv och Ottarp för att därefter från omkring 1536 till 1995 vara modeförsamling i pastoratet Härslöv och Säby som från 1942 även omfattade Vadensjö församling och Örja församling och från 1962 Ottarps församling. 1995 utvidgades församlingen med Säby, Vadensjö och Örja församlingar. Från 1995 till en tidpunkt mellan 1998 och 2002 moderförsamling i pastoratet Härslöv och Ottarp. Från en tidpunkt mellan 1998 och 2002 till 2006 annexförsamling i pastoratet Landskrona, Sankt Ibb, Härslöv och Ottarp. Församlingen uppgick 2006 i Landskrona församling.

## Kyrkor
- Härslövs kyrka
- Säby kyrka
- Vadensjö kyrka
- Örja kyrka